# Баранник Григорій Матвійович
Григорій Матвійович Баранник (1905 — 1941, Сумська область) — український радянський діяч, секретар Сумського обласного комітету КП(б)У із промисловості, секретар Сумського підпільного обласного комітету КП(б)У.

## Життєпис
Член ВКП(б). Перебував на відповідальній радянській і партійній роботі.
У березні 1939 — 1941 року — головний державний арбітр Сумської області; голова президії Сумської обласної промислової ради.
15 травня — вересень 1941 року — секретар Сумського обласного комітету КП(б)У із промисловості.
Під час німецько-радянської війни залишений на окупованій території для організації радянського партизанського руху та призначений територіальним секретарем Сумського підпільного обласного комітету КП(б)У.
У вересні — жовтні 1941 року — секретар Сумського підпільного обласного комітету КП(б)У.
У жовтні 1941 року пропав безвісти в Середино-Будському районі Сумської області. Загинув. 

## Нагороди
- орден Вітчизняної війни І ст. (24.12.1942)